# Arthur Tell Schwab
Arthur Tell Schwab (n. 4 septembrie 1896, Börtewitz⁠(d), Saxonia, Germania – d. 27 februarie 1945, Siglingen⁠(d), Baden-Württemberg, Germania) a fost un atlet ce a reprezentat Elveția, medaliat olimpic. A participat la trei ediții ale Jocurilor Olimpice (1924, 1932, 1936) în care a câștigat o medalie de argint în proba de 50 km marș. Și fiul lui Fritz Schwab a obținut două medalii olimpice la marș.

## Palmares
| An   | Competiție           | Locație                    | Loc | Eveniment  | Note    |
| ---- | -------------------- | -------------------------- | --- | ---------- | ------- |
| 1924 | Jocurile Olimpice    | Paris, Franța              | 5   | 10 km marș | 49:50,0 |
| 1932 | Jocurile Olimpice    | Los Angeles, Statele Unite | –   | 50 km marș | NT      |
| 1934 | Campionatul European | Torino, Italia             | 2   | 50 km marș | 4:53:09 |
| 1936 | Jocurile Olimpice    | Berlin, Germania           | 2   | 50 km marș | 4:32:10 |